# Paula de Sequeira
Paula de Sequeira, née à Lisbonne, est une résidente de Salvador de Bahia condamnée en 1591 par l'Inquisition portugaise pour avoir lu les Sept Livres de Diana. Elle est obligée de faire pénitence publiquement, aux côtés, entre autres, de son amante Felipa de Souza.

## Biographie
Paula de Sequeira naît à Lisbonne, au Portugal. Selon les actes de son procès, Paula de Sequeira a recours à certaines pratiques magiques pour « apprivoiser son mari » alors qu’elle vit encore à Lisbonne. Plus tard, ayant déménagé au Brésile à Salvador de Bahia, elle s'adresse à Isabel Rodrigues, surnommée Boca-Torta, connue à Salvador pour ses sortilèges d’amour. Au Brésil, Paula de Sequeira appartient à l'élite coloniale, son mari étant comptable de la fazenda El Rei.
Le nom de Paula de Sequeira apparaît pour la première fois dans les registres de l'Inquisition à la suite d'une plainte du père Baltasar de Miranda, qui l'accuse de posséder des livres interdits. L'un de ces ouvrages aurait été les sept livres de Diana (es), une histoire d’amour entre deux jeunes filles. C'est Paula elle-même qui, quelques jours après avoir été dénoncée pour possession de livres mis à l’Index, décide de se rendre et de confesser sa liaison avec Felipa de Souza. Selon les archives, sa liaison avec Felipa dure alors depuis un an, mais elles échangeaient déjà des lettres d'amour, des caresses et des cadeaux depuis plus de deux ans. L’Inquisition la condamne à six jours de prison, à deux comparutions publiques, et à une amende. 
En septembre 1591, elle est condamnée à se présenter à la messe dominicale un cierge à la main et à purger des peines spirituelles.